# Шынгыстай
Шынгыста́й (каз. Шыңғыстай) — село в Катон-Карагайском районе Восточно-Казахстанской области Казахстана. Входит в состав Катон-Карагайского сельского округа. Код КАТО — 635443500.

## Географическое положение
Село Шынгыстай находится на левом берегу реки Бухтарма, в пяти км к востоку от села Жана-Ульга.

## Население
В 1999 году население села составляло 1208 человек (600 мужчин и 608 женщин). По данным переписи 2009 года в селе проживало 818 человек (404 мужчины и 414 женщин).

## Достопримечательности
В Шынгыстае расположен дом-музей писателя Оралхана Бокея, уроженца села.